# Xavier Valls i Bauzà
Xavier Valls i Bauzà (Cerdanyola del Vallès, 1937 - Barcelona, 19 de juny de 1987) va ser un arquitecte, urbanista i activista veïnal.
Fill d'un activista anarquista cerdanyolenc, es va traslladar a viure a Santa Coloma de Gramenet, on va transcórrer la seva vida professional i personal. Va militar als anys 70 a l'organització marxista Bandera Roja, on va formar part de la cèl·lula d'Arquitectura i Urbanisme, juntament amb Jordi Borja. Posteriorment va passar a militar a les files del PSUC. Va cursar estudis d'arquitectura, on es van creuar les necessitats de reforma urbanística de Santa Coloma als finals de la dictadura amb les reclamacions veïnals de falta d'equipaments i planificació del territori.
Va ser un dels encarregats de desenvolupar el Pla Popular d'Alternativa Urbana que va coordinar juntament amb d'altres. Aquest pla, recollia necessitats veïnals i va ser difós mitjançant la revista Grama, l'any 1978. En aquest document es replantejaven plans urbanístics anteriors amb plantejament purament especulatius com el Pla Comarcal de 1953 i Pla General Metropolità de 1976.
Va ser dissenyador d'espais públics, com la reforma de la masia i l'entorn de Can Mariner, d'edificis privats i altres edificis d'ús públic com les Escoles les Palmeres, Salvat Papasseit i Rosselló Pòrcel a Santa Coloma de Gramenet.
Va morir juntament amb 21 persones més, a l'atemptat bomba d'ETA al Centre Comercial Hipercor de Barcelona. 
El 2017 va rebre un homenatge a Santa Coloma de Gramenet.